# 양예원
양예원(1994년 ~ )은 대한민국의 유튜버이다. 논현동에서 의류 매장을 운영하는 모델이자 사업가다.

## 논란 및 사건사고

### 스튜디오 비공개 촬영회 성추행 피해 관련
2018년 5월 16일 비글커플 채널을 통하여 "과거에 '스튜디오 비공개 촬영회'에서 모델로 일할 당시에 집단 강제추행과 사전에 합의없이 노출 사진 촬영 협박을 당하고 신체 노출 사진 일부가 온라인에 유출되는 등 피해가 있었다"고 밝히면서 사회적으로 이어지던 미투 운동에 가세했다.
이후 가해자로 지목된 마포구 합정동 스튜디오 실장 정모(42)씨 카카오톡 대화 내용과 계약서를 공개하며 맞대응하자 여론은 ‘남성 옹호 대 여성 옹호’, 성별 간 팽팽한 대립 양상으로 전환됐고 법무부ㆍ대검찰청이 "성폭력 피해자가 가해자로부터 무고 혐의로 역고소당할 경우, 본건(성범죄) 수사가 끝날 때까지 무고 사건 수사에 착수하지 않는다"는 내용의 ‘성폭력 수사 매뉴얼’ 개정안을 놓고 “법 적용이 공정하지 못하다”며 “대검찰청의 불법적인 성폭력 수사매뉴얼 중단을 요청한다”는 내용의 국민청원에 대해 14만3000만명 이상이 서명했고 2018년 5월 25일에는 “무고죄 특별법(‘양예원법’)의 제정을 촉구한다”는 국민청원이 게시돼 6월 24일 마감될 때 총 240,618명이 서명했고 스튜디오 실장은 양예원을 상대로 5월 30일 "강제추행이나 촬영 강요는 없었다"며 무고와 명예훼손으로 고소하면서 "대검 수사 매뉴얼이 법률은 아니지만, 평등권을 침해하고 무죄 추정의 원칙에 반한다고 판단했다”면서 헌법소원을 청구했으나 이 과정에서 피의자 신분과 고소인 자격으로 5회 경찰 조사를 받은 스튜디오 실장이 경찰 조사가 예정된 2018년 7월 9일 "억울하다"는 유서를 남기고 북한강에서 투신 자살을 했다.양예원 사건' 스튜디오 실장 투신, '무고죄 특별법' 청원 24만명 동참</ref>
서울서부지검 여성아동범죄조사부(부장검사 오정희)은 "피의자가 명백한 허위사실로 고소인을 무고했거나, 허위사실을 유포했다고 단정하기 어렵다"며 "달리 피의사실을 인정할 만한 뚜렷한 증거가 부족하다. 증거가 불충분해 혐의 없다"고 불기소 처분 이유를 밝히면서 강제추행 혐의와 성폭력범죄의 처벌 등에 관한 특례법상 동의 촬영물 유포 혐의로 사망한 정모씨(42)는 공소권 없음 처분하면서, 2015년 7월 서울 마포구 합정동 스튜디오에서 양예원의 신체가 드러난 사진을 촬영, 2017년 6~8월 사진 115장을 지인들에게 유출, 2015년 8월 스튜디오에서 양예원을 강제추행, 2015년 1월 모델 A씨를 추행하고 2016년 9월부터 2017년 8월까지 13차례에 걸쳐 동의 없이 모델들의 사진을 지인들에게 유포한 혐의를 받은 스튜디오 모집책 최모(46)씨를 기소했으며 2019년 1월에 있었던 1심에서 "증거에 비춰보면 피해자를 추행한 사실을 충분히 인정할 수 있다"며 "추행 건에 대해 피해자의 진술이 일관되고, 직접 경험하지 않고서 나오기 어려운 구체성을 가지고 있다"며 징역 2년 6개월을 선고했다. 최모씨는 해당 판결에 불복해 항소했으며 2019년 3월 4일에 항소심 첫 재판이 진행되었다. 최모씨는 2019년 4월 18일에 있었던 2심에서도 1심과 같은 형량인 징역 2년 6개월을 선고받았다. 2019년 4월 24일 2심 선고에 불복한 최모(45)씨는 전날 변호인을 통해 서울서부지법에 상고장을 제출했지만 대법원(주심 박상옥)은 2019년 8월 8일 징역 2년6월에 80시간의 성폭력 치료 강의 이수, 5년간의 관련 기관 취업 제한 판결을 확정받았다.
양예원의 이은의 변호사는 “양예원씨는 여느 청춘처럼 열심히 싸웠고 개인의 평범한 삶으로 돌아가려 노력하고 있다”고 밝히면서 이번 판결에 대해서는 “수사기관과 법원이 객관적 증거와 상식에 부합하는 판결로 억울하고 힘든 피해자의 어깨를 두드려줬다”고 썼다.

### SNS 막말 논란
- 2020년 1월 양예원은 자신의 [인스타그램]사진마다 "비겁한 거짓말이 한 사람을 죽음으로 몰아갔다", "벌 받을 거다" 등의 댓글이 담긴 내용을 캡쳐해서 올리며 "유가족? 억울한 사람 죽음으로 몰았다고? 그사람이 인생 망친 여자가 몇 명인지 아냐"며 "나만 증언한 게 아니다. 추가 피해자 증언도 있었다"고 밝히면서 "그 상황에 들어가서 겪어본 게 아니면 말을 하지 말라"며 "알지도 못하면서 뭐 아는 것처럼 떠들어 대는 거 보면 토가 나온다"고 했다.[8]
- 2020년 5월 3일 오전 인스타그램 라이브 방송에서 한 네티즌이 "유튜브 내용 사실이에요 언니?"라고 채팅을 통해 질문하자 “꺼져 XX아. 네가 실장한테 물어봐. 그럼 되겠다. 재기해(후원금 모금을 위해 투신하여 사망한 남성 인권단체 대표 성재기에 대한 고인모욕)", "너도 죽여줄까 죽여줄께"”라고 말하여 네티즌들의 비난이 쏟아지자 이 사실을 접한 스튜디오 실장의 유가족은 양예원을 사자명예훼손죄로 고소할 예정이란 입장을 밝혔다. 또한 개인 SNS에 "악의가 다분하다. 모두 명예훼손으로 고소하겠다. 합의는 없다"고 경고하면서 "아 그리고 라이브 방송에서 '언니 유튜브 사실이에요?' 하는 걔 일반 시청자 아님. 일부러 와서 매일 악플달던 악플러임. 뭐만하면 가해자가 순진무구한 사람 되어있는 거 진짜 코미디"라고 하고 하면서 "맨날 괴롭히던 사람한테 똑같이 한마디 한 게 또 사이코패스 살인마가 되는 매직이야?"라고 반박했다.[9][10]

## 같이 보기
- 미투 운동
- 강제추행죄
- 성폭력범죄의 처벌 등에 관한 특례법